# Cora Du Bois
Cora Alice Du Bois (Nova Iorque, 26 de outubro de 1903 – Brookline, 7 de abril de 1991) foi uma antropóloga cultural americana e uma figura chave nos estudos da cultura, personalidade e na antropologia psicológica em geral. Em 1954, ela fazia parte do fundo patrimonial Samuel Zemurray Jr. e Doris Zemurray Stone-Radcliffe Professor, na instituição de ensino Radcliffe College. Após a aposentadoria de Radcliffe, ela foi representante na Universidade Cornell (1971–1976) e, por um período, na Universidade da Califórnia em San Diego (1976).
Ela foi eleita membro da Academia Americana de Artes e Ciências em 1955, presidente da Associação Antropológica Americana em 1968–1969 e da Associação de Estudos Asiáticos em 1969–1970, a primeira mulher a receber essa honra.

## Infância e educação
Du Bois nasceu em Nova Iorque em 26 de outubro de 1903, filho de Mattie Schreiber Du Bois e Jean Du Bois, imigrantes da Suíça para os Estados Unidos. Ela passou a maior parte de sua infância em Nova Jérsia, onde se formou no colegial em Perth Amboy. Ela passou um ano estudando biblioteconomia na Biblioteca Pública de Nova Iorque e depois frequentou o Barnard College, graduando-se em história em 1927. Ela obteve um mestrado em história pela Universidade de Columbia em 1928.[carece de fontes?]
Encorajada por um curso de antropologia ministrada por Ruth Benedict e Franz Boas em Columbia, Du Bois mudou-se para a Califórnia para estudar antropologia com os especialistas nativos americanos Alfred L. Kroeber e Robert Lowie. Ela recebeu seu douturado em antropologia na Universidade da Califórnia em Berkeley no ano de 1932. A dissertação de doutorado de Du Bois, “Girls’ Adolescence Observations in North America” abordou o tema da puberdade e costumes menstruais e como eles são vistos entre os nativos americanos. O tema foi recomendado por uma colega de pós-graduação, mas ela o considerou um trabalho de biblioteca muito chato e tedioso. Du Bois estava mais interessada na questão da linha divisória entre o comportamento cultural e o comportamento humano psicologicamente fundamental, e pensou que essa condição fisiológica específica (menstruação) seria um bom lugar para estudar essa questão. No entanto, não havia dados suficientes disponíveis para ela naquele momento.

## Trabalhos iniciais
Em parte devido a preconceitos contra mulheres acadêmicas, ela inicialmente não conseguiu encontrar um cargo na universidade. Ela permaneceu em Berkeley como professora e assistente de pesquisa de 1932 a 1935. Em 1932, "Tolowa Notes", de Du Bois, foi publicada no periódico acadêmico American Anthropologist. Este artigo explorou a cultura do povo Tolowa, com dados de Agnes Mattez, uma mulher Tolowa de quarenta e cinco anos. Os assuntos discutidos no texto incluem as cerimônias de preparação para a puberdade e casamento para meninas. A cerimônia da puberdade inclui a perfuração do septo nasal da menina e jejum, enquanto a cerimônia de casamento inclui os preços da noiva discutidos antes do casamento e a entrega de presentes à futura sogra.
Ela realizou etnografia de salvamento em vários grupos nativos americanos do norte da Califórnia e do noroeste do Pacífico, incluindo os índios Wintu do norte da Califórnia. Este esforço foi publicado como "Um Estudo dos Mitos Wintu" no The Journal of American Folklore. Seu foco principal é como os mitos Wintu mudaram ou permaneceram estáveis. No estudo, Du Bois e sua coautora Dorothy Demetracopoulou dividiram os dados em diferentes grupos, incluindo os aspectos literários da mitologia, o mito registrado, que inclui a determinação dos fatores de tempo e linguagem de registro, e mudança e estabilidade em Mitologia Wintu. Das histórias discutidas no texto, existem três categorias principais. Primeiro estão as bolas, que ocupam a maior parte da narrativa. Em segundo lugar estão as ninas, que são baseadas em canções de amor. O terceiro e último tipo são as anedotas, nome usado pelos próprios pesquisadores, não pelos Wintu. Certas crenças dos Wintu também foram discutidas, como as histórias que afetam o clima se não forem contadas na hora certa. Ela publicou The 1870 Ghost Dance em 1939, um estudo de um movimento religioso entre os nativos americanos no oeste dos Estados Unidos.
Em 1935, Du Bois recebeu uma bolsa do Conselho Nacional de Pesquisa para realizar treinamento clínico e explorar possíveis colaborações entre antropologia e psiquiatria. Ela passou seis meses no Hospital Psicopático de Boston (agora chamado de Centro de Saúde Mental de Massachusetts) e seis meses na Sociedade Psicanalítica de Nova Iorque. Em Nova Iorque, trabalhou com o psiquiatra Abram Kardiner, que se tornou seu mentor e colaborador em vários projetos de diagnóstico transcultural e estudo psicanalítico da cultura. Du Bois também ensinou no Hunter College em 1936–1937 enquanto desenvolvia um projeto de trabalho de campo para testar suas novas ideias.[carece de fontes?]
Publicado em 1937, Du Bois’s Some Anthropological Perspectives on Psychoanalysis discutiu a relação entre antropologia e psicanálise. Du Bois afirmou que a primeira teoria antropológica foi uma conseqüência biológica de uma analogia biológica.

## Obra na Indonésia e OSS
De 1937 a 1939, Du Bois viveu e realizou pesquisas na ilha de Alor, parte das Índias Orientais Neerlandesas, atual Indonésia. Ela coletou estudos de caso detalhados, entrevistas de história de vida e administrou vários testes de personalidade (incluindo testes de Rorschach), que ela interpretou em colaboração com Kardiner e publicou como The People of Alor: A Social-Psychological Study of an East Indian Island, em 1944. Um de seus principais avanços teóricos neste trabalho foi o conceito de "estrutura modal de personalidade". Com essa noção, ela modificou ideias anteriores da escola de antropologia, cultura e personalidade sobre a "estrutura básica da personalidade", demonstrando que, embora sempre haja variação individual dentro de uma cultura, cada cultura favorece o desenvolvimento de um tipo ou tipos particulares, que serão o mais comum nessa cultura. Seu trabalho influenciou fortemente outros antropólogos psiquiátricos, incluindo Robert I. Levy, com sua etnografia centrada na pessoa, e Melford Spiro.
Como muitos outros cientistas sociais americanos durante a Segunda Guerra Mundial, Du Bois serviu como membro do Escritório de Serviços Estratégicos (abreviado do inglês: OSS) trabalhando no Ramo de Pesquisa e Análise como chefe da seção da Indonésia. Em 1944, mudou-se para o Ceilão (agora Sri Lanka) para servir como chefe de pesquisa e análise do Comando do Sudeste Asiático do Exército.
Por seu serviço ao país no OSS, Du Bois recebeu o Prêmio de Serviço Civil Excepcional do Exército dos Estados Unidos em 1946. O governo tailandês a honrou com a Ordem da Coroa da Tailândia em 1949 por seus esforços durante a guerra em nome da Tailândia.

## Trabalho posterior e carreira em Harvard
Ela deixou a OSS após a Segunda Guerra Mundial e de 1945 a 1949, foi chefe da filial do Sudeste Asiático no Escritório de Pesquisa de Inteligência do Departamento de Estado. Em 1950, ela recusou uma nomeação para suceder Kroeber como chefe do departamento de antropologia em Berkeley, em vez de assinar o juramento de lealdade da Califórnia exigido de todos os membros do corpo docente. Du Bois trabalhou para a Organização Mundial da Saúde em 1950–1951. Em 1954, ela aceitou uma nomeação na Universidade de Harvard como a segunda pessoa a fazer parte do fundo patrimonial Samuel Zemurray Jr. e Doris Zemurray Stone-Radcliffe Professor no Radcliffe College. Ela foi eleita membro da Academia Americana de Artes e Ciências em 1955. Ela foi a primeira mulher titular no Departamento de Antropologia de Harvard em 1954 e a segunda mulher titular na Faculdade de Artes e Ciências de Harvard. Durante esse período, Du Bois escreveu The Dominant Value Profile of American Culture, com o objetivo de descrever os pontos de vista sobre os valores americanos e as ideias que podem ser extraídas deles. Neste texto, ela discutiu como as proposições de oposição são usadas na América. Como a maioria delas é mais espúria do que genuína, elas carecem de consistência e, portanto, são inúteis para descrever os valores americanos. As quatro premissas básicas e os três valores focais que podem ser extraídos delas são informações fundamentais neste trabalho. As quatro premissas básicas são 1) o universo é concebido mecanicamente, 2) o homem é seu mestre, 3) os homens são iguais e 4) os homens são perfectíveis. Os três valores focais que podem ser extraídos deles são “o bem-estar material que deriva da premissa de que o homem é o mestre de um universo mecanicista; conformidade que deriva da premissa da igualdade do homem; esforço-otimismo que deriva da perfectibilidade do homem. Du Bois afirma que essas suposições provaram ser válidas para a classe média americana nos últimos 300 anos e espera que isso continue no futuro.
Ela revisou amplamente. Em 1950 escreveu que The Kalingas, Their Institutes, and Custom Law de RF Barton era considerado um de seus melhores artigos sobre as leis consuetudinárias das tribos filipinas na província montanhosa de Luzon. Em 1957, ela revisou Sociedade Chinesa na Tailândia: Uma História Analítica de G. William Skinner, comparando-a com obras de Victor Purcell e Kenneth Landon. Du Bois descreveu o trabalho de Purcell como uma compilação monumental.
Ela realizou pesquisas entre 1961 e 1967 na cidade-templo de Bhubaneswar, no estado indiano de Orissa, onde vários estudantes de pós-graduação em Antropologia e Relações Sociais realizaram trabalho de campo.[carece de fontes?]
Em 1970 ela se aposentou de Harvard, mas continuou dando aulas como professora na Universidade Cornell (1971–1976) e por um período na Universidade da Califórnia em San Diego (1976). A maioria de seus materiais de pesquisa e documentos pessoais são mantidos na Biblioteca Tozzer da Universidade de Harvard. Alguns estão na Biblioteca Regenstein da Universidade de Chicago.

## Vida pessoal
Du Bois conheceu Jeanne Taylor, outra funcionária da OSS, no Ceilão. Lá ela começou um relacionamento lésbico com ela. Eles viveram juntos como um casal  e em meados da década de 1950 visitaram Paul e Julia Child em Paris. O obituário de Du Bois no The New York Times chamou Taylor de "seu companheiro de longa data". Du Bois e Taylor, de acordo com sua biografia da Biblioteca de Harvard, "desfrutaram de uma vida social ativa" juntos.

## Morte
Cora Du Bois, de 87 anos, morreu de pneumonia e insuficiência cardíaca em 11 de abril de 1991, em Brookline, Massachusetts.

## Obras publicadas
- Cora Du Bois (1935). Wintu Ethnography (em inglês). Berkeley, California: University of California[17]
- Cora Du Bois (julho de 1937). «Some Anthropological Perspectives on Psychoanalysis». National Psychological Association for Psychoanalysis. The Psychoanalytic Review (em inglês). 24 (3): 246–263. ISSN 0033-2836 [18]
- Cora Du Bois (1938). The Feather Cult of the Middle Columbia (em inglês). Menasha, Wisconsin: George Banta Publishing Co[19]
- Cora Du Bois (1939). The 1870 Ghost Dance. Berkeley, California: University of California Press[20]
- Cora Du Bois (1944). The People of Alor: A Social-Psychological Study of an East Indian Island (em inglês). Minneapolis, Minnesota: University of Minnesota Press[21]
- Cora Du Bois (1949). Social Forces in Southeast Asia (em inglês). Minneapolis, Minnesota: University of Minnesota Press[22]
- Cora Du Bois (1950). Review da The Kalingas, Their Institutes, and Custom Law (em inglês). Arlington, Virgínia: Associação Antropológica Americana[11]
- Cora Du Bois (1956). Foreign Students and Higher Education in the United States (em inglês). Washington, D.C.: American Council on Education[23]
- Cora Du Bois (1957). Revisão da Chinese Society in Thailand: An Analytical History (em inglês). Filadélfia, Pensilvânia: A Academia Americana de Ciências Políticas e Sociais[12]